# Brigitte Ayrault
Pour les articles homonymes, voir Ayrault.
Brigitte Ayrault, née Terrien le 10 juin 1950 à Maulévrier (Maine-et-Loire), est une enseignante et femme politique française, membre du Parti socialiste (PS). Elle est l'épouse de Jean-Marc Ayrault, ancien maire de Nantes, Premier ministre et ministre des Affaires étrangères.
Elle est conseillère générale de la Loire-Atlantique entre 1982 et 2001.

## Biographie

### Vie personnelle et études
Brigitte Terrien naît le 10 juin 1950 dans une famille catholique, d'un père agriculteur et d'une mère couturière à Maulévrier (Maine-et-Loire). Elle milite pendant sa jeunesse au Mouvement rural de jeunesse chrétienne (MRJC).
Après avoir obtenu un diplôme en lettres modernes, elle devient professeure certifiée de français au collège Ernest Renan, à Saint-Herblain, collège classé en zone d'éducation prioritaire en France (ZEP). Elle obtient son certificat d'aptitude au professorat de l'enseignement du second degré (CAPES) en 1976.
En septembre 1971, elle épouse Jean-Marc Ayrault. Le couple a deux filles : Ysabelle née en 1974 et Élise née en 1977, journaliste à Canal+. Ils ont également trois petits-enfants.

### Santé
En novembre 2017, Brigitte Ayrault est victime d'un accident vasculaire cérébral, dans l'avion qui la conduit à Bangkok pour la crémation du roi Rama IX.

### Publication
Brigitte Ayrault publie Un chemin de femme, que la Fondation Jean-Jaurès résume ainsi : « son parcours politique, en tant qu'élue et associatif au service de l'enfance et de l'adolescence, en particulier en direction des jeunes défavorisés, [...] sa vision sur la vie politique française, ayant été au cœur du pouvoir lorsque Jean-Marc Ayrault était Premier ministre, puis ministre des Affaires étrangères ».

### Parcours politique

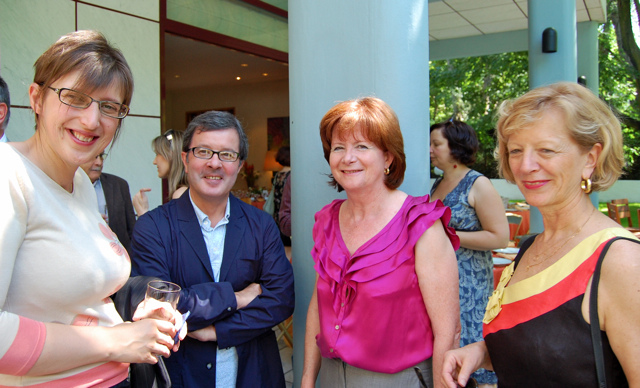
Brigitte Ayrault aux côtés de Karine Daniel, René Martin et Michèle Guillossou, en 2010.

En 1971, elle adhère au Parti socialiste la même année que son mari, en rejoignant la section de Saint-Herblain.
Elle est élue conseillère générale dans le canton de Saint-Herblain-Ouest-Indre entre 1982 et 2001, après quoi elle reçoit le titre de « conseillère générale honoraire ». Elle est nommée en 2002 déléguée régionale aux droits des enfants des Pays de la Loire. Elle est ensuite chargée de mission auprès du Conseil général pour construire en 2005 le projet de la Maison des adolescents de Nantes et Loire-Atlantique.
Elle est nommée par décret du président de la République membre de la section des finances du Conseil économique, social et environnemental du 1er septembre 2001 au 1er septembre 2003.

### À Matignon
En 2013, alors que son mari a été nommé Premier ministre l'année précédente, Brigitte Ayrault se voit adjoindre à Matignon une chargée de mission pour « [l']assister à préparer les événements protocolaires », une première sous la Cinquième République. 
Elle se rend à Nantes accompagnée de la ministre déléguée aux Personnes âgées et à l'Autonomie, Michèle Delaunay, comme ambassadrice du réseau de mobilisation contre l'isolement des personnes âgées (Monalisa).

### Engagements
Brigitte Ayrault est présente dans le combat féministe et affirme qu'elle a toujours « voulu rompre le plafond de mère » et que « le mouvement de libération des femmes l'a forgée ». Elle fait attention aux jeunes et aux personnes âgées également

## Prises de positions

### Remaniements
Quand François Hollande reste silencieux, selon elle par « manque de courage politique », en refusant à son mari les moyens de gouverner, après l’avoir « plombé », il l'a « viré sans aucun sentiment ni humanité », tandis qu'elle l'avait défendu  lors des rumeurs de remaniement en 2013.

### Jérôme Cahuzac
Concernant l'affaire Cahuzac, elle la qualifie de « souffrance » accompagnée d'un « sentiment d'une très grande trahison » et dit être « tombée des nues »,.

## Décoration
Elle est décorée de l'ordre des Palmes académiques le 11 janvier 2011.